# Jump on Board
Albums de Texas
Texas 25 (en)
(2015) Hi
(2021)
Singles
1. Let's Work it Out
Sortie : février 2017
2. Tell That Girl
Sortie : mai 2017
3. Midnight
Sortie : juillet 2017
4. Can't Control
Sortie : septembre 2017

Jump on Board est le neuvième album studio du groupe de rock britannique Texas sorti le 21 avril 2017.
La semaine de sa sortie, il se classe en tête des ventes en France (hors streaming) où il est certifié disque d'or.

## Liste des titres
| No  | Titre              | Auteur                                                                    | Durée |
| --- | ------------------ | ------------------------------------------------------------------------- | ----- |
| 1.  | Let's Work it Out  | - Sharleen Spiteri - Johnny McElhone - Angelica Bjornsson - Jack McElhone | 3:42  |
| 2.  | Can't Control      | - Spiteri - Jo McElhone - Bjornsson - Ja McElhone - Jack Flanagan         | 3:43  |
| 3.  | For Everything     | - Spiteri - Jo McElhone - Bjornsson - Ja McElhone                         | 4:32  |
| 4.  | It Was Up to You   | - Spiteri - Jo McElhone - Bjornsson - Ja McElhone                         | 3:18  |
| 5.  | Tell That Girl     | - Spiteri - Jo McElhone - Karen Overton                                   | 3:26  |
| 6.  | Sending a Message  | - Spiteri - Jo McElhone - Bjornsson - Lauren Spiteri                      | 3:10  |
| 7.  | Great Romances     | - Spiteri - Jo McElhone - Overton                                         | 3:28  |
| 8.  | Won't Let You Down | - Spiteri - Jo McElhone - Ian Watts                                       | 4:59  |
| 9.  | Midnight           | - Spiteri - Jo McElhone - Ja McElhone - Overton                           | 3:18  |
| 10. | Round the World    | - Spiteri - Jo McElhone - Bjornsson - Ja McElhone                         | 3:46  |

## Musiciens
- Sharleen Spiteri : guitare, chant, chœurs
- Ally McErlaine : guitare
- Johnny McElhone : basse
- Eddie Campbell : claviers
- Michael Bannister : claviers
- Tony McGovern : guitare, chœurs
- Ross McFarlane : batterie
- Jack McElhone, John Goldie, Ross Hamilton : guitares
- Sonia Cromarty : violoncelle
- Kirsty Orton, Kobus Frick, Mary Ward, Stephanie Brough : violon
- Karen Overton : chœurs

autres musiciens
- Angelica Bjornsson, Chris Gordon, Emily Ward, Ian Watts, Simon Nilsson, Stuart McCreadie

## Classements hebdomadaires
| Classement (2017)                     | Meilleure place |
| ------------------------------------- | --------------- |
| Allemagne (Media Control AG)          | 63              |
| Belgique (Flandre Ultratop)           | 8               |
| Belgique (Wallonie Ultratop)          | 3               |
| Écosse (OCC)                          | 3               |
| Espagne (Promusicae)                  | 23              |
| France (SNEP)                         | 3               |
| France (SNEP) (ventes hors streaming) | 1               |
| Royaume-Uni (UK Albums Chart)         | 6               |
| Suisse (Schweizer Hitparade)          | 12              |

## Certifications
| Pays          | Certification | Unités certifiées |
| ------------- | ------------- | ----------------- |
| France (SNEP) | Or            | 50 000            |